# Intervenção militar turca na Segunda Guerra Civil Líbia
A intervenção militar turca na Segunda Guerra Civil Líbia teve inicio em 5 de janeiro de 2020 quando a Turquia começou a enviar tropas para a Líbia.  Antes disso, em 2 de janeiro, a Grande Assembleia Nacional da Turquia havia aprovado um mandato de um ano para uma presença militar na Líbia. 
O apoio direto dos turcos ao Governo do Acordo Nacional geralmente tem sido assessores em terra que fornecem treinamento e apoio operacional, apoio aéreo através de veículos aéreos não tripulados,  agentes de inteligência  e apoio de navios da Marinha Turca para as forças terrestres da Líbia. Além de suas próprias implantações de tropas e equipamentos, a Turquia está contratando e transportando mercenários sírios do Exército Nacional Sírio para apoiar e reforçar os efetivos do Governo do Acordo Nacional desde dezembro de 2019. 
Em 26 de março de 2020 foi lançada pelo Governo de União Nacional da Líbia a "Operação Tempestade de Paz", uma operação militar com respaldo turco, em um esforço para lançar um contra-ataque visando deter a ofensiva do Exército Nacional Líbio no leste da Líbia. 

## Contexto

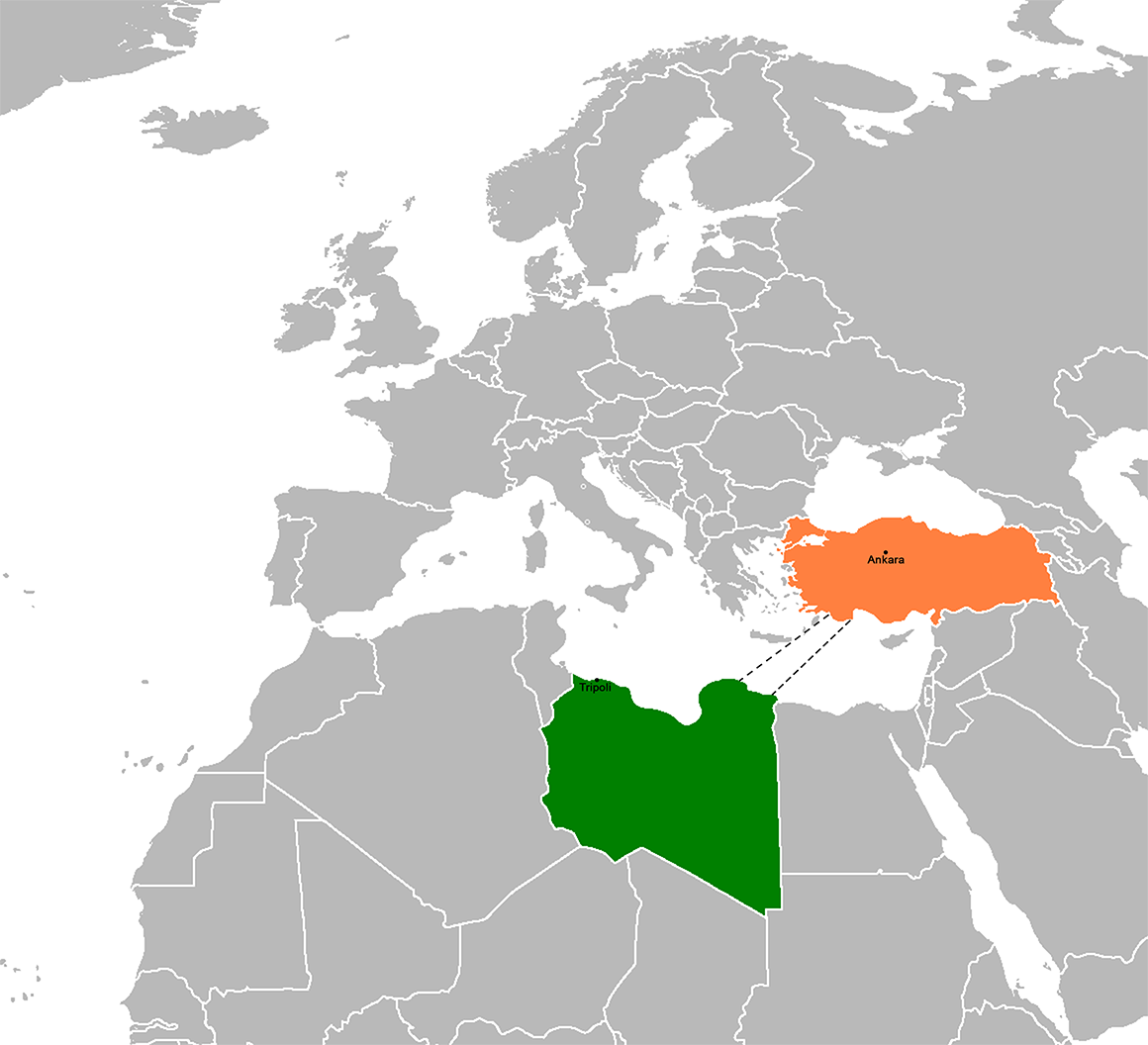
Mapa do acordo de fronteira marítima turco-líbio de 2019: Turquia (laranja) e Líbia (verde).

Em 28 de novembro de 2019, a Turquia e o Governo de Unidade Nacional da Líbia assinaram um memorando de cooperação, incluindo na área militar. Outro documento estendeu as fronteiras marítimas da Turquia às costas de Derna e Tobruk. O presidente da Turquia Recep Erdogan o aprovou em 26 de dezembro e declarou no mesmo dia que solicitaria permissão do parlamento para enviar tropas para a Líbia em janeiro.  Isto aconteceu no contexto da guerra civil e da ofensiva contra Trípoli pelas tropas do Exército Nacional Líbio do Marechal Khalifa Haftar, que apoia o governo líbio concorrente (a Câmara de Representantes) na luta pelo poder no país. Além disso, desde a primavera de 2019, a Turquia intensificou o apoio às forças leais ao Governo de Unidade Nacional. A liderança turca forneceu equipamentos militares, drones e conselheiros militares turcos, de acordo com Haftar. Em 27 de dezembro, o governo de Fayez al-Sarraj, primeiro-ministro líbio pelo Governo de Unidade Nacional, fez um pedido formal à Turquia de assistência militar. 
Em 4 de janeiro de 2020, Khalifa Haftar anunciou uma mobilização geral no país para "expulsar as forças estrangeiras" em resposta aos planos das autoridades turcas de enviar tropas para Trípoli. Ele instou os líbios a esquecer as diferenças, "unir e pegar em armas" para "proteger a terra e a honra". O comandante do exército nacional acusou o presidente da Turquia de tentar reviver o "domínio otomano" na Líbia e chamou o possível confronto de "batalha contra os colonialistas". 
A intervenção militar turca na Líbia tem sido vista principalmente como um esforço para garantir o acesso a recursos e fronteiras marítimas no Mediterrâneo Oriental como parte de sua Doutrina Pátria Azul (em turco: Mavi Vatan), especialmente após a ratificação do acordo marítimo. Também foi declarado que os objetivos secundários da Turquia incluem combater a influência do Egito e dos Emirados Árabes Unidos na região. 

## Intervenção
Após a aprovação do mandato de um ano para enviar tropas para a Líbia, o Presidente Recep Tayyip Erdoğan afirmou que as forças turcas começaram a ser destacadas no país em 5 de janeiro.  Segundo a Al-Arabiya, os agentes de inteligência do Millî İstihbarat Teşkilatı (MİT) foram os primeiros reforços turcos a chegar à Líbia.  O Exército Nacional Líbio alegou ter bombardeado um navio de carga turco que carregava suprimentos para forças apoiadas pela Turquia em 19 de fevereiro, durante ataques com foguetes no Porto de Trípoli, embora a Turquia negue ter havido navios de carga turcos no porto.  Em 25 de fevereiro, o presidente Erdoğan confirmou que dois soldados turcos haviam sido mortos na Líbia.  Ele também afirmou que 100 combatentes pró-Exército Nacional Líbio foram mortos em retaliação.

### Operação Tempestade da Paz
O primeiro-ministro Fayez al-Sarraj anunciou a Operação Tempestade da Paz em 25 de março, com drones e inteligência turcos fornecendo apoio significativo à operação.   Em 1 de abril, uma fragata turca disparou um míssil terra-ar contra um avião do Exército Nacional Líbio que se aproximava, o qual aterrou em Ajaylat.  Com o apoio de drones turcos, as forças do Governo do Acordo Nacional recapturaram as cidades costeiras de Sorman, Sabratha, Ajaylat, Aljmail, Regdalin, Zaltan e Al Assah em 13 de abril e reconectaram com sucesso o território controlado pelo Governo do Acordo Nacional com a fronteira da Tunísia. Os ataques turcos causaram pesadas baixas às forças da área e destruíram veículos militares que haviam sido fornecidos às forças pró-Haftar pelos Emirados Árabes Unidos. 
Após ameaças feitas por Haftar e incidentes perto da embaixada turca em Trípoli, a Turquia alertou que "considerará as forças de Haftar alvos legítimos" se persistirem ataques a seus interesses e missões diplomáticas na região. No entanto, um porta-voz do Exército Nacional Líbio negou que as forças fossem responsáveis pelo ataque.  Em maio de 2020, os drones turcos destruíram três sistemas Pantsir-S1 juntamente com outros seis que foram destruídos por aeronaves e drones do Governo do Acordo Nacional. 
Em 6 de junho, o Governo do Acordo Nacional expulsou com sucesso as forças de Haftar de Trípoli e capturou o reduto do Exército Nacional Líbio em Tarhouna, com o apoio da Turquia, o que foi considerado um fator significativo para uma guinada favorável ao governo apoiado pelos turcos na guerra. 
No entanto, no final de junho, o Egito, apoiador da Haftar, advertiu a Turquia e o Governo do Acordo Nacional de uma possível intervenção militar quando suas forças avançaram sobre Sirte. O Governo do Acordo Nacional, no entanto, condenou tal ameaça e a chamou de declaração de guerra.  

### Operação Caminhos da Vitória
Em 4 de julho, aviões de guerra não identificados, alinhados com o Exército Nacional Líbio, alvejaram a Base Aérea de Al-Watiya. Os ataques aéreos destruíram o equipamento militar do Governo do Acordo Nacional trazido pela Turquia; incluindo as defesas aéreas MIM-23 Hawk e o sistema de guerra eletrônica KORAL estacionados na base. O Ministério da Defesa da Turquia reconheceu que os ataques danificaram alguns de seus sistemas de defesa.   As autoridades turcas declararam que não houve mortes e prometeram retaliação, indicando que o ataque poderia ter sido perpetrado por aeronaves emiradenses Dassault Mirage. 

## Envolvimento de mercenários sírios
A Turquia começou a enviar mercenários contratados do Exército Nacional Sírio em dezembro de 2019, enviando inicialmente 300 combatentes. Em junho de 2020, 11.600 combatentes sírios apoiados pela Turquia foram enviados para a Líbia e 351 foram mortos.  De acordo com algumas fontes, a composição demográfica dos combatentes são principalmente turcomanos sírios. 
Em 12 de abril de 2020, o Exército Nacional Líbio alegou ter capturado um mercenário contratado pela Turquia afiliado aos Peshmergas de Rojava, mas o Partido Democrático do Curdistão negou que o combatente fosse afiliado ao grupo. 

## Reações internacionais
A União Europeia rejeitou o envio de tropas turcas na Líbia e, juntamente com os ministros das Relações Exteriores da Itália, França, Alemanha e Reino Unido, o chefe de política externa da UE, Josep Borrell, pediu em 7 de janeiro um cessar-fogo imediato em Trípoli e arredores. 